# Afrikanische Weltraumorganisation
Die Afrikanische Weltraumorganisation, englisch African Space Agency (AfSA) wurde gegründet, um den Mitgliedsstaaten einen gemeinsamen und fortgeschrittenen Zugang zum Weltraum zu ermöglichen und die nationalen Fähigkeiten der Mitgliedsländer zu bündeln.
Die AfSA ist nach der ESA die zweite übernationale, regionale Raumfahrtbehörde. Im Gegensatz zur ESA, die rechtlich selbstständig ist, befindet sich die als ausführende Organisation unter dem Dach der Afrikanischen Union. Der AfSA gehören die Mitgliedsländer der Afrikanischen Union an. Sie nahm am 20. April 2025 in Kairo ihren Betrieb auf.

## Geschichte
Afrikanische Raumfahrtaktivitäten begannen 1998 mit dem ägyptischen Nilesat 101 als erstem afrikanischen Satelliten. Bis 2025 starteten insgesamt 18 afrikanische Länder 64 Satelliten, vor allem zur Erdbeobachtung, Kommunikation und Katastrophenmanagement. Die Startplätze lagen in der Regel außerhalb des Kontinents, ebenso gibt es bisher noch keine afrikanischen Trägerraketen. Nationale Raumfahrtorganisationen wurden in Ägypten, Algerien, Äthiopien und Nigeria gegründet.
2016 hatte die Versammlung der Afrikanischen Union eine übergreifende afrikanische Raumfahrtpolitik und -strategie verabschiedet. Am 29. Januar 2018 wurde das Statut der AfSA (auch African Space Agency Act) beschlossen. Nach weiteren Vorbereitungen wurde die AfSA am 20. April 2025 in Kairo feierlich eröffnet.

## African Space Council (ASC)
Das ASC, der Afrikanische Weltraumrat, bildet das Zentrum der Organisation. Dieses Gremium wurde eingesetzt während der 37. Versammlung der Afrikanischen Union. Die Aufgaben sind dreifach:
- Werbung und Vertretung: Sicherung der Afrikanischen Position und Interessen in Weltraumzusammenkünften, Verträgen etc.
- Verbindung mit der Kommission der Afrikanischen Union und gewählten Vertretern
- Übersicht der AfSA, Ernennung des Generaldirektors und seines Stellvertreters, Kontrolle und Bestätigung der Berichte, des Budgets etc.

Der Weltraumrat arbeitet unter der politischen Aufsicht der Organe der AU und soll die Entscheidungen der AU umsetzen. Das ASC untersteht und berichtet dem Specialized Technical Committee on Education, Science and Technology (STC-EST). Der ASC beruft außerdem ein beratendes Gremium.
Der Rat hat zehn Mitglieder, wovon jeweils zwei aus den fünf Regionen Afrikas (Central, Eastern, Northern, Southern, Western) stammen, um alle Teile Afrikas am Prozess zu beteiligen. Der Rat nahm seine Arbeit am 20. April 2025 auf.
| Die Gründungsmitglieder                | Die Gründungsmitglieder | Die Gründungsmitglieder | Die Gründungsmitglieder |
| Name                                   | Nationalität            | G                       | Region                  |
| -------------------------------------- | ----------------------- | ----------------------- | ----------------------- |
| Präsident: Ouattara Tidiane            | Côte d'Ivoire           | m                       | West                    |
| Vize-Präsidentin: Thandikile Mbvundula | Malawi                  | f                       | Süd                     |
| Mundia Lisho                           | Namibia                 | m                       | Süd                     |
| Amin Mestar                            | Algerien                | m                       | Nord                    |
| Éliane Ubalijoro                       | Ruanda                  | f                       | Ost                     |
| Rakiya Baba-Maaji                      | Nigeria                 | f                       | West                    |
| Aboubaker Hassan                       | Dschibuti               | m                       | Ost                     |
| Amal Layachi                           | Marokko                 | f                       | Nord                    |
| Fernand Isseri                         | Kamerun                 | m                       | Zentral                 |
| Fatimé Hamat Daoussa                   | Tschad                  | f                       | Zentral                 |

## Sitz und Mitglieder
Sitz der AfSA ist Kairo, Egypt Space City, New Cairo Governate. Das Verwaltungsgebäude wurde in Neu-Kairo in der sogenannten Space City neben der Ägyptischen Raumfahrtbehörde errichtet. Der AfSA gehören die 55 Mitgliedsländer der Afrikanischen Union an. Die Organisation will den Zugang zu weltraumgestützten Daten und Diensten koordinieren und doppelte Arbeiten verringern.

## Aktivitäten
Die Aktivitäten der AfSA gliedern sich in vier Bereiche:
- Earth Observation:[7] dazu gehören Erdbeobachtungssatelliten diverser Art, Projekte zur Kartierung der Erdoberfläche, Katastrophenschutz etc.
- Satellite Connectivity:[8] Kommunikationssatelliten für Telefon, Fernsehen, Datenübermittlung, aber auch Wettersatelliten
- Astronomy and Space Science:[9] Weltraumteleskope, Weltraumgeodäsie, African Reference Frame, Untersuchung des Erdmagnetfelds, Satelliten für das Weltraumwetter. Die Ausgaben in diesem Bereich sollen zugleich technologische Fortschritte ermöglichen, die in den anderen Bereichen genutzt werden können.
- Navigation and Positioning:[10] Satellitennavigationssysteme

## Kooperation
AfSA und ESA unterzeichneten auf der Konferenz NewSpace Africa 2025 eine Absichtserklärung für ein Partnerschaftsprogramm, das die öffentliche und kommerzielle Nutzung von Raumfahrttechnologien fördern soll. Ein besonderes Ziel ist dabei, die Frühwarnsysteme für Unwetter und klimabedingte Notlagen zu verbessern, da Afrika besonders stark von den Effekten des Klimawandels betroffen ist. 
Auch die russische Roskosmos und die United Arab Emirates Space Agency unterzeichneten Kooperationsvereinbarungen mit der AfSA.